# Alfred Gwyne Vanderbilt
Alfred Gwyne Vanderbilt Sr., ameriški poslovnež in podjetnik, * 20. oktober 1877, New York City, ZDA, † 7. maj 1915, Atlantski Ocean.                                                                                 
Alfred Vanderbilt je bil večmilijonarski poslovnež in viden član družine Vanderbilt. Najbolj znan je bil kot športnik za lov na lisice in kočijaž. Bil je tretji sin Corneliusa Vanderbilta II in Alice Claypoole Gwynne. Obiskoval je univerzo Yale. Ko je njegov najstarejši brat William Henry Vanderbilt II prezgodaj umrl v starosti 22 let, kasnejšega brata Corneliusa Vanderbilta III pa je oče razedinil, je prejel večino dediščine, ko je umrl leta 1899. Številna podedovana gospodarstva so vključevala železniška gospodarstva, kot so New York Central Railroad, Beech Creek Railroad, Lake Shore in Michigan Southern Railway, Michigan Central Railroad in Pittsburgh in Lake Erie Railroad ter Pullman Company. 
11. januarja 1901 se je Alfred Vanderbilt poročil z Ellen French v Newportu na Rhode Island. Iz tega zakona se jima je rodil en otrok, in sicer William Henry Vanderbilt III (1901 - 1981). Z ženo je čez čas začel slabo razumevati in leta 1908 sta se dokončno ločila. Vanderbilt je pogosto potoval v Anglijo in leta 1908 odprl poletno izmeno kot hobi s kočijami med Londonom in Brightonom, ki jo je tudi sam uporabljal. Ponovno se je poročil v Londonu 17. decembra 1911 z Margaret Emerson. Iz tega zakona sta se jima rodila dva sinova, in sicer Alfred Gwynne Vanderbilt II in George Washington Vanderbilt III. 
Leta 1915 je Vanderbilt potoval na ladji RMS Lusitania v Anglijo, kjer je nameraval Rdečemu križu predstaviti nekaj reševalnih avtomobilov in jih sam odpeljati na mesta za pomoč. 7. maja je ladjo ob irski obali torpedirala nemška U-podmornica. Po besedah preživelih prič je Vanderbilt med potapljanjem ladje pomagal potnikom do reševalnih čolnov ter reševalne jopiče prepuščal ženskam in otrokom. Ker je reševalnih jopičev kmalu zmanjkalo, se Vanderbilt ni imel priložnosti varno rešiti in je zaradi tega umrl v potopu ladje. Njegovega trupla niso nikoli našli.